# Årets nykomling och årets genombrott (Svenska Fotbollsgalan)
Årets nykomling och Årets genombrott är två priser som delas ut på svenska fotbollsgalan. Herrpriset heter "Årets nykomling" och dampriset "Årets genombrott".

## Pristagare
| år   | Årets nykomling                      | Årets genombrott                                   |
| ---- | ------------------------------------ | -------------------------------------------------- |
| 1997 | Hans Blomqvist (Västra Frölunda IF)  | Victoria Svensson (Jitex BK)                       |
| 1998 | Hans Blomqvist (Västra Frölunda IF)  | Ulla-Karin Thelin (Umeå IK)                        |
| 1999 | Kennedy Bakircioglu (Hammarby IF)    | Malin Gustafsson (Sunnanå SK)                      |
| 2000 | Kim Källström (BK Häcken)            | Sara Larsson (Malmö FF)                            |
| 2001 | Abgar Barsom (Djurgårdens IF)        | Sofia Eriksson (Umeå IK)                           |
| 2002 | Alexander Farnerud (Landskrona BoIS) | Anna-Maria Eriksson (Kopparbergs/Landvetter IF)    |
| 2003 | Johan Arneng (Djurgårdens IF)        | Josefine Öqvist (Bälinge IF)                       |
| 2004 | Tobias Hysén (Djurgårdens IF)        | Lotta Schelin (Kopparbergs/Göteborg FC)            |
| 2005 | Mattias Bjärsmyr (IFK Göteborg)      | Caroline Seger (Linköpings FC)                     |
| 2006 | Ola Toivonen (Örgryte IS)            | Stina Segerström (KIF Örebro DFF)                  |
| 2007 | Johan Oremo (Gefle IF)               | Linda Forsberg (Djurgårdens IF)                    |
| 2008 | Robin Söder (IFK Göteborg)           | Jessica Landström (Linköpings FC)                  |
| 2009 | Viktor Noring (Trelleborgs FF)       | Linnea Liljegärd (Kopparbergs/Göteborg FC)         |
| 2010 | Ivo Pękalski (Malmö FF)              | Antonia Göransson (Kristianstads DFF/Hamburger SV) |
| 2011 | Alexander Milošević (AIK)            | Sofia Jakobsson (Umeå IK/Rossijanka)               |
| 2012 | Oscar Lewicki (BK Häcken)            | Elin Rubensson (LdB FC Malmö)                      |
| 2013 | Melker Hallberg (Kalmar FF)          | Jessica Samuelsson (Linköpings FC)                 |
| 2014 | Gustav Engvall (IFK Göteborg)        | Malin Diaz (Eskilstuna United)                     |
| 2015 | Kerim Mrabti (Djurgårdens IF)        | Stina Blackstenius (Linköpings FC)                 |
| 2016 | Alexander Isak (AIK)                 | Johanna Rytting Kaneryd (Djurgårdens IF)           |
| 2017 | Pontus Dahlberg (IFK Göteborg)       | Tove Almqvist (Linköpings FC)                      |
| 2018 | Muamer Tanković (Hammarby IF)        | Anna Anvegård (Växjö DFF)                          |
| 2019 | Alhassan Yusuf (IFK Göteborg)        | Hanna Bennison (FC Rosengård)                      |

Obs: klubben bredvid spelarens namn är den klubben som spelaren tillhörde när priset delades ut.